# Theodore Baker
Theodore Baker (New York, 3 giugno 1851 – Dresda, 12 ottobre 1934) è stato un musicologo e traduttore statunitense emigrato in Germania.
Pubblicò la prima tesi tedesca sugli indiani d'America e la prima edizione del fortunato dizionario musicale Baker's Biographical Dictionary of Musicians.

## Biografia
Dopo aver completato le scuole di New York City e di Boston, frequentò la Facoltà di Economia per poi intraprendere la carriera musicale di organista a Concord, nel Massachusetts.
Nel 1874 andò a perfezionarsi a Lipsia come allievo del musicologo tedesco Oscar Paul. A partire dal 1878, frequentò il Conservatorio di questa città, nel quale tre anni più tardi conseguì il dottorato con una dissertazione intitolata Über die Musik der nordamerikanischen Wilden ("Sulla musica degli indiani nordamericani"). Baker riuscì a farsi accettare come membro della tribù degli Indiani Seneca residenti nello Stato di New York, ottenendo in questo modo un'opportunità unica di accedere ai loro usi, costumi e tradizioni in fatto di musica e danza.
La sua tesi fu il primo esteso lavoro di ricerca pubblicato in Germania con riferimento alla musica degli indiani d'America. Un ventennio più avanti, essa avrebbe ispirato Edward MacDowell per il brano musicale Indian Suite.
Due anni dopo il ritorno negli Stati Uniti nel 1890, Baker fu nominato direttore letterario della casa editrice G. Schirmer, con la quale collaborò fino al 1926 come redattore del Musical Quarterly e come traduttore di monografie e libretti in lingua inglese. In particolare, tradusse il libro di Oscar Paul intitolato Manual of Harmony For Use in Music-Schools and Seminaries and For Self-Instruction ("Un manuale per l'armonia ad uso delle scuole musicali, dei seminari e degli autodidatti").
Nel 1895, diede alle stampe il Baker's Dictionary of Musical Terms, al quale seguì nel 1900 la prima stampa del Baker's Biographical Dictionary of Musicians ("Dizionario biografico dei musicisti"), giunto alla nona edizione nel 2007 con le revisioni postume di Nicholas Slonimsky e poi di Laura Kuhn. 
Dopo il suo pensionamento nel 1926, Baker si trasferì con la moglie in Germania a causa delle sue precarie condizioni di salute. La coppia elesse il proprio domicilio presso la sede del consolato americano a Lipsia.

La partner morì il 3 settembre 1934, mentre Theodore Baker si spense un mese e otto giorni più tardi nel sanatorio che all'epoca era gestito dal dottor Teuscher, a Dresda.